# Pochód narodów Europy do Krzyża
Pochód narodów Europy do Krzyża – fresk anonimowego artysty datowany na przełom XIV/XV wieku. Nazywany również Marsz narodów do krzyża lub – jak chcą niektórzy – Poczet narodów Europy. Znajduje się w kościele Saint-Pierre-le-Jeune w Strasburgu.
Fresk przedstawia Europę chrześcijańską jako trzynastu konnych rycerzy i dwóch pieszych. W orszaku podąża Germania, Włochy, Francja, Anglia, Irlandia, Fryzja, Szkocja, Slawonia, Aragonia, Sycylia, Kastylia, Węgry, Polska. Jako ostatni kroczą: Orient (kościoły wschodnie) i Litwa.

## Fragmenty fresku

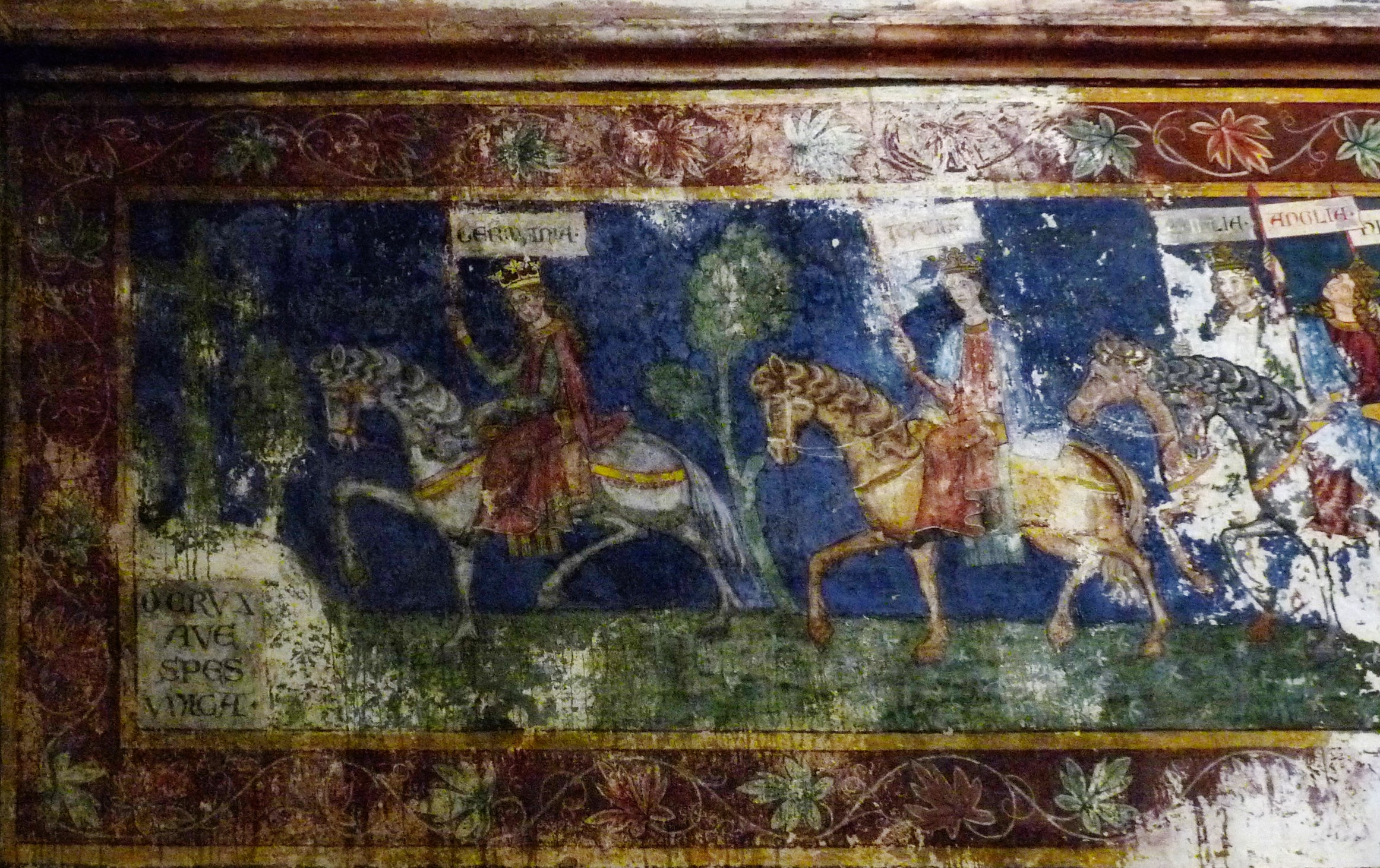
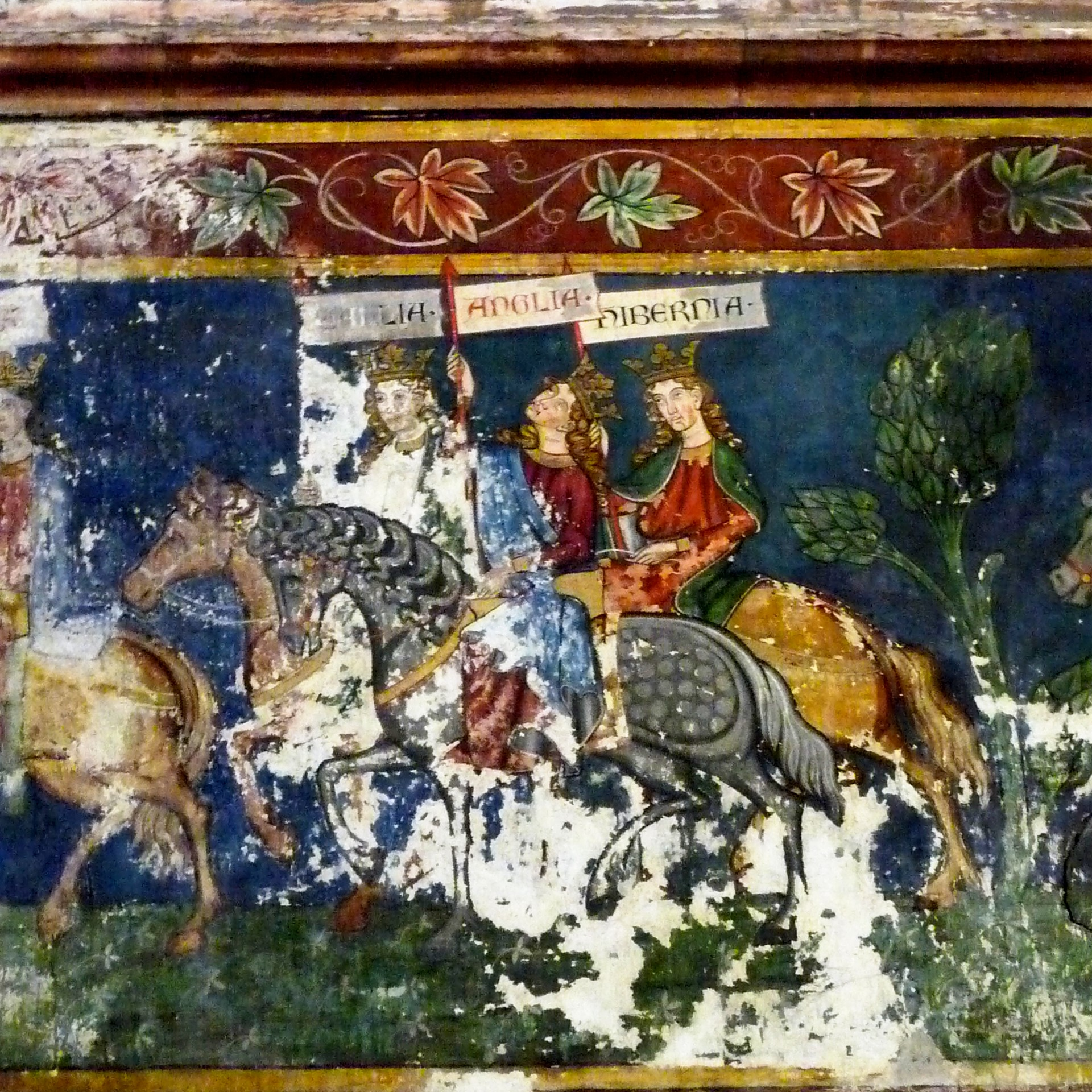
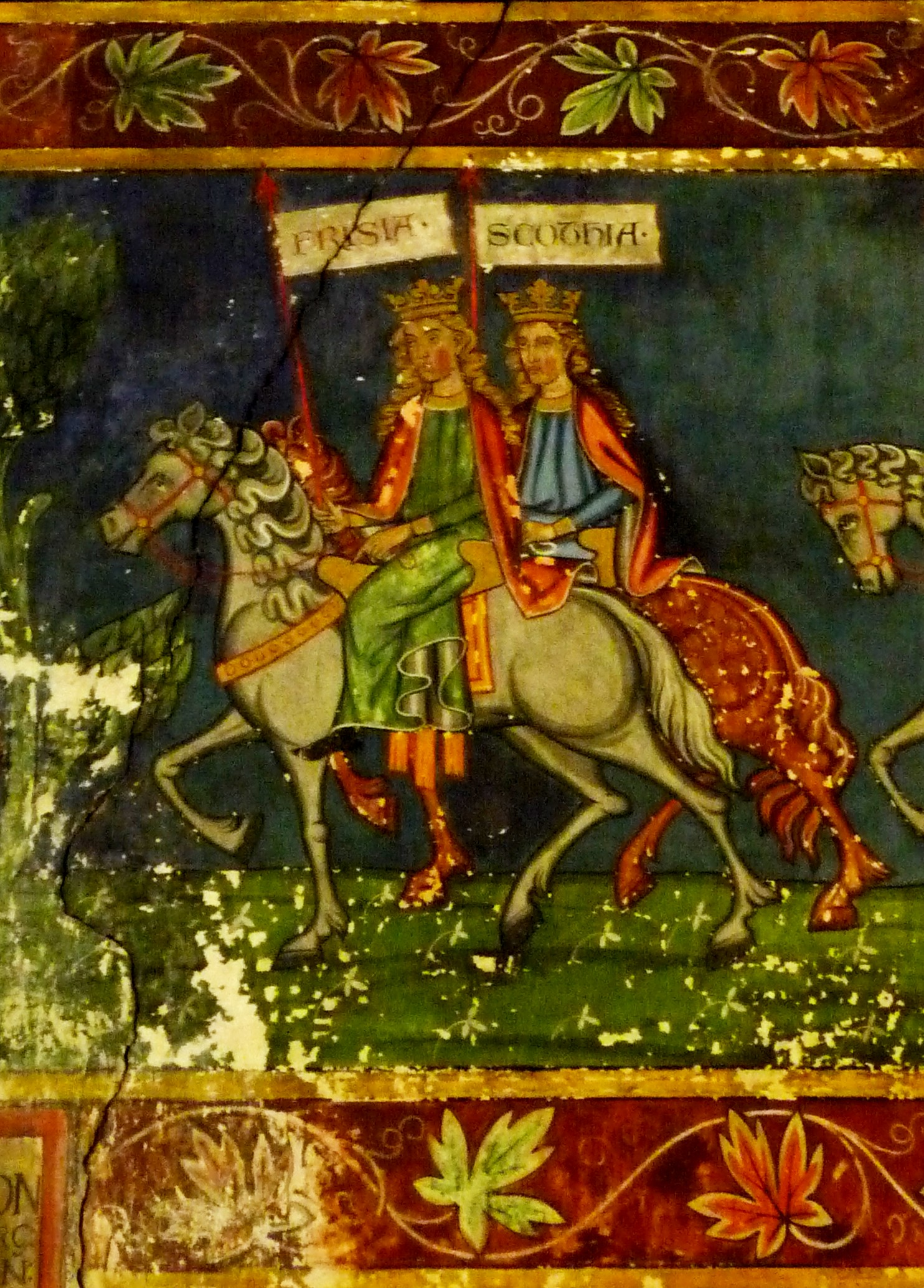
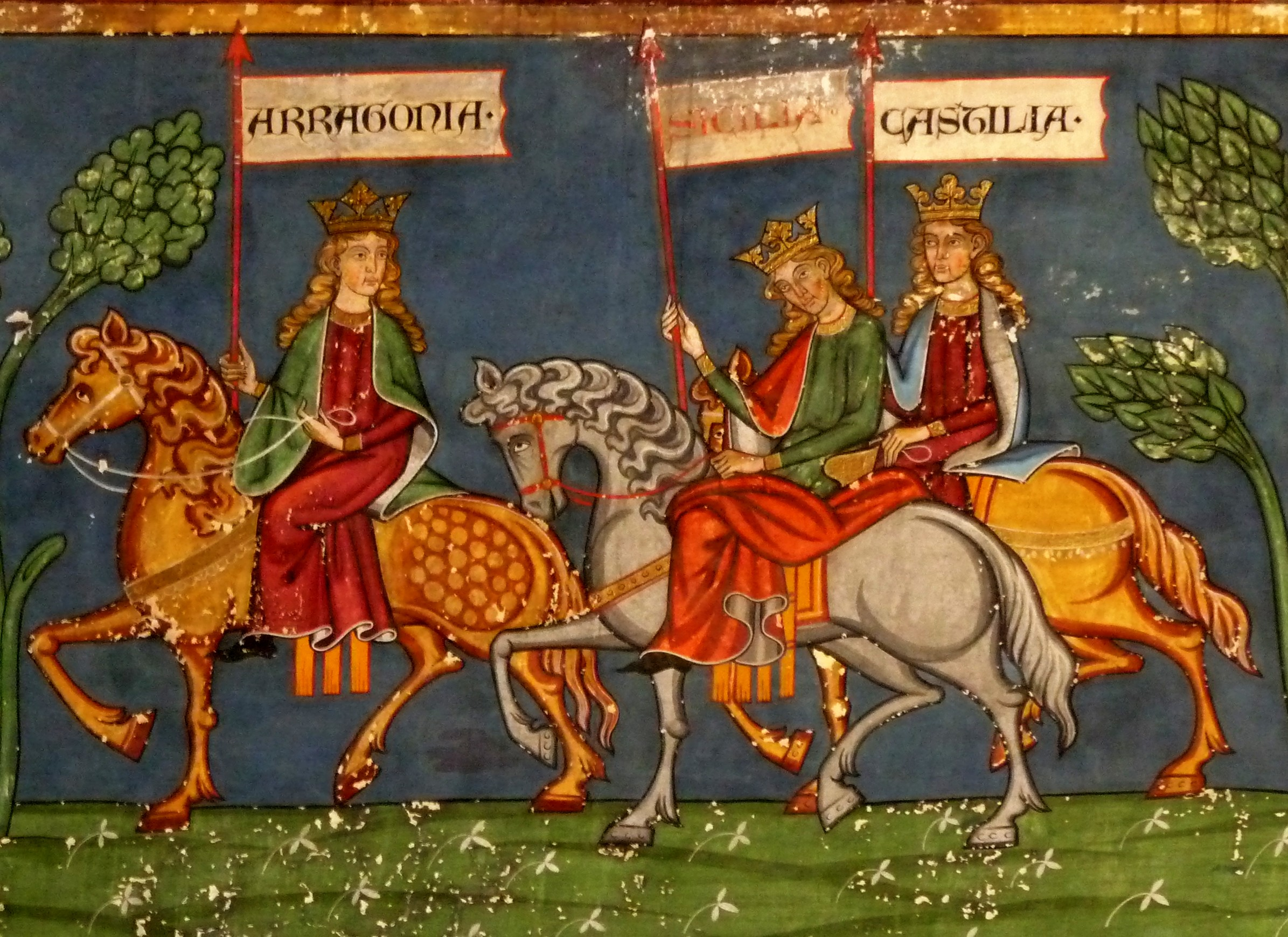
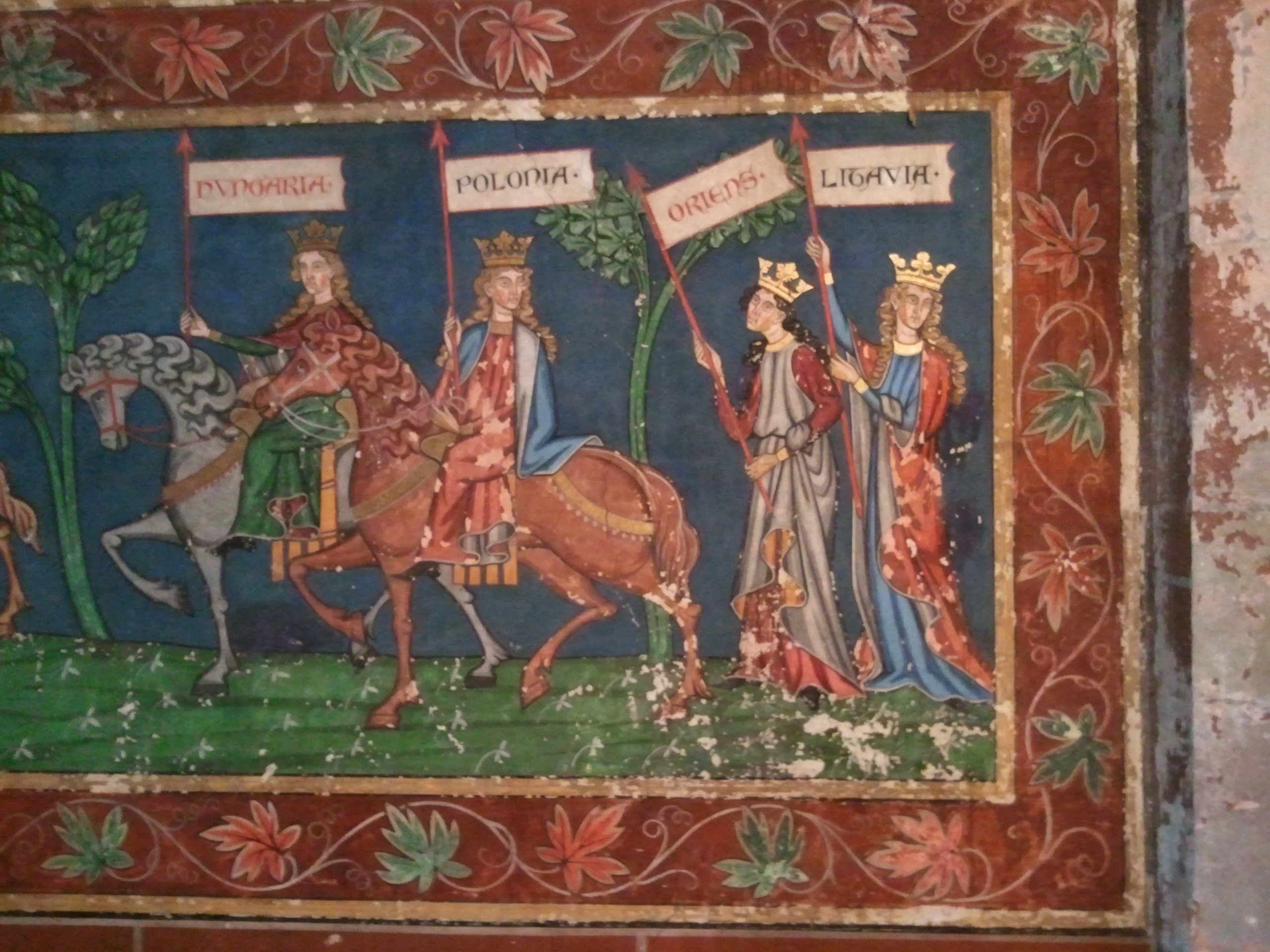
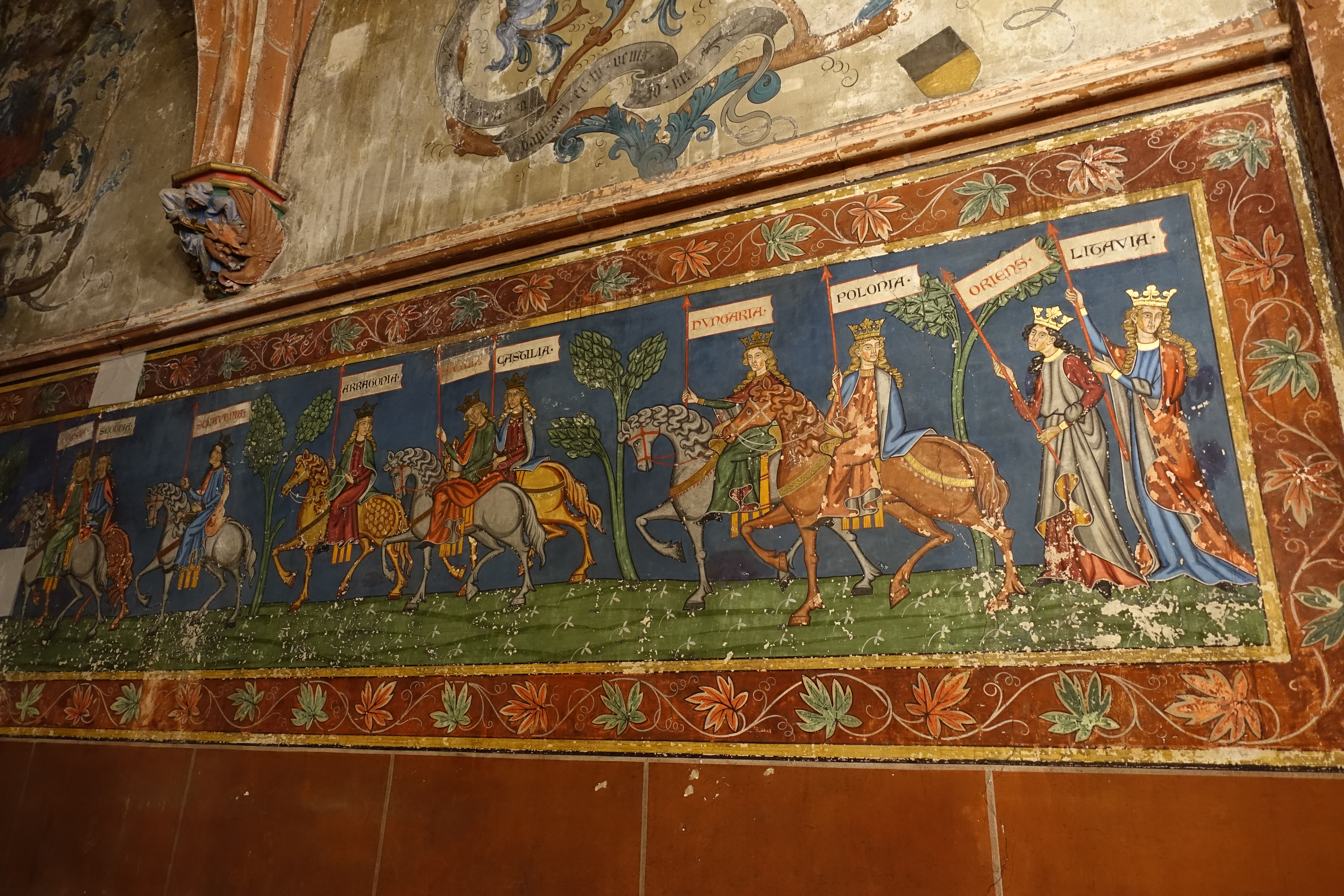